# Como Tudo Começou
"Como tudo começou" foi a canção de Portugal no Festival Eurovisão da Canção 1999 que se teve lugar em 29 de maio de 1999 em Jerusalém.
A canção foi interpretada em português por Rui Bandeira. Foi a décima-sexta canção a ser interpretada na noite do festival, a seguir à canção da Suécia "Take Me to Your Heaven", interpretada por Charlotte Nilsson e antes da canção da Irlanda "When You Need Me", interpretada pela banda The Mullans. Terminou a competição em vigésimo-primeiro lugar, tendo recebido 12 pontos (todos fornecidos pelo júri da França. Devido às fracas votações nos últimos 5 anos, Portugal não participaria no ano seguinte, em 2000, mas regressaria em Festival Eurovisão da Canção 2001 com a canção Só sei ser feliz assim, interpretada pela banda MTM.

## Autores
- Letrista: Tó Andrade
- Compositor: Jorge do Carmo

## Letra
A canção é uma balada, com Bandeira lamentando o fim de um relacionamento. A partir da letra, parece que ele inadvertidamente causou essa separação. Ele implora a sua amante para não deixá-lo, mas afinal parece resignado à sua sorte.

## Outras versões
- "You can take my hand (em inglês)
- versão estendida (em português) [4:18]
- remix (em português) [4:02]